# Сухомлинская, Ольга Васильевна
Ольга Васильевна Сухомлинская (род. 29 сентября 1946, Онуфриевка, Кировоградская область) — советская и украинская учёная, доктор педагогических наук), профессор; действительный член Национальной академии педагогических наук Украины (НАПНУ, 1995).
Автор более 400 работ, среди которых: монографии, учебно-методические пособия, справочные издания и статьи в украинских и зарубежных научных сборниках.

## Биография
Родилась 29 сентября 1946 в посёлке Онуфриевка Кировоградской области Украинской ССР в семье украинского советского педагога и писателя Василия Сухомлинского.
Когда Ольге было два года, семья переехала в поселок Павлыш этой же области, где её отец занял должность директора средней школы. Здесь она окончила с золотой медалью среднюю школу. А в 1969 году окончила Киевский педагогический институт иностранных языков (в настоящее время Киевский национальный лингвистический университет), факультет французского языка.
В 1973—1975 годах Ольга Сухомлинская работала в международном отделе Центральной научной библиотеки Академии наук УССР, которой в 1988 году было присвоено имя академика В. И. Вернадского (в настоящее время Национальная библиотека Украины имени В. И. Вернадского). В 1977—1980 годах училась в аспирантуре Научно-исследовательского института педагогики Украинской ССР. Защитив в 1981 году кандидатскую диссертацию на тему «Актуальные проблемы марксистской теории воспитания в современной Франции», работала сначала младшим, а затем старшим научным сотрудником лаборатории методологии и истории педагогики в этом же институте. В 1991 году защитила докторскую диссертацию на тему «Международное прогрессивное профессиональное движение учителей в борьбе за демократическую педагогику (1917—1990)» и возглавила лабораторию методологии и истории педагогики НИИ педагогики Украинской ССР (в настоящее время Украинский научно-исследовательский институт педагогики).
После распада СССР, в 1993—1994 годах Ольга Васильевна — заместитель директора Института педагогики АПН Украины по научной работе, с 1994 года — академик-секретарь Отделения теории педагогики Академии педагогических наук Украины. В 1995—2001 годах была экспертом от Украины в Комиссии по проблемам среднего образования Совета Европы, в 2000—2001 годах — экспертом от Украины в проекте Совета Европы и Европейского Союза «Образование для демократии».
28 апреля 2010 года О. В. Сухомлинской было присвоено звание Почетного профессора Киевского университета. Также она была избрана Почетным профессором Луганского национального университета имени Тараса Шевченко, Кировоградского государственного педагогического университета имени Владимира Винниченко, Николаевского национального университета имени В. А. Сухомлинского и зарубежных вузов — Пекинского педагогического университета и Тяньцзиньского педагогического университета.
Её усилиями были упорядочены и изданы три биобиблиографических указателя творческого наследия Василия Сухомлинского (1978, 1987, 2001). Она являлась главным редактором журнала «Путь образования» (издавался в 1995—2013 годах) и главным редактором «Историко-педагогического альманаха» (издается с 2005 года в Уманском государственном педагогическом университете имени Павла Тычины).
Была награждена орденом Княгини Ольги I, II, III степеней, Грамотой Верховной Рады Украины и медалью НАПНУ «Ушинский К. Д.». Удостоена почётного звания «Заслуженный деятель науки и техники Украины» (1997).